# Даглас C-47/R4D Скајтрејн
Даглас C-47 Скајтрејн (енгл. Douglas C-47 Skytrain) — међу британским и многим другим ваздушним снагама познат и под надимком »Дакота« — био је нашироко коришћен транспортни авион за време Другог светског рата. Америчка морнарица га је означила са R4D, при чему се под R подразумевала траспортна летелица, а 4D је требало да укаже на четврту серију транспорта у низу Даглас транспортера. У ствари, Даглас  Скајтрејн се развио из комерцијално-путничког авиона Дагласа DC-3, који се први пут винуо у небо 15. децембра 1935. године. Године 1941. компанија Даглас еркрафт модификовала је верзију DC-3 избацивши седишта и унутрашњу оплату авиона, поставивши на бочне странице подижуће клупе које у расклопљеном положају служе као седиште за војнике или падобранце а склапају се кад се превози терет. Неки од ових авиона је имао и повећана задња врата за олакшано уношење габаритних терета. Ова модификација је обављена ради војних потреба. Даглас  Скајтрејн ће врло брзо узети улогу основног теретног авиона Другога светског рата. До краја рата испоручено је више од 10.000 примерака. Након Другог светског рата многи од ових авиона који су представљали ратне вишкове су прерађени у путничке авионе и допринели енормном развоју ваздушног саобраћаја у целом свету. Авион је био јефтин, лак за одржавање и експлоатацију, за полетање и слетање је могао да корити травнате терене што је у то време било од великог значаја због неразвијене аеродромске инфраструктуре.